# Propaganda (banda)
Propaganda é uma banda de synthpop alemã dos anos 80, formada por Ralf Dörper, membro da banda de pop industrial Die Krupps, Andreas Thein e Susanne Freytag. Posteriormente entraram na banda o jornalista Paul Morley, o músico e compositor de formação classicista Michael Mertens e a jovem de 19 anos Claudia Brücken, como vocalista.
O grupo foi para o Reino Unido, onde conseguiu alcançar o Top 30 com a música "Dr. Mabuse". O Propaganda esteve por duas vezes no UK top 30 hit de singles, com "Dr Mabuse" (1984) e "Duel" (1985). Em 14 de fevereiro de 1985, Brücken casou-se com o jornalista britânico especializado em música Paul Morley, um dos fundadores da ZTT. Em julho do mesmo ano o primeiro álbum do Propaganda, A Secret Wish, foi lançado. Dentre os seus maiores sucessos destacam-se P-Machinery e Duel (esta última, de 1985, foi o hit do grupo que fez mais sucesso no Brasil). 
Apesar de obter um relativo êxito comercial, o Propaganda acabou por dissolver-se precocemente.

## Discografia

### Álbuns
- A Secret Wish (1º de julho de 1985)
- Wishful Thinking (17 de november de 1985)
- 1234 (1990)
- Outside World (2002)

### Singles
- "Dr. Mabuse" (27 de fevereiro de 1984) UK #27
- "Duel" (7 Apr 1985) UK #21
- "p:Machinery" (29 de julho de 1985) UK #50
- "p:Machinery (Reactivated)" (25 de novembro de 1985)
- "Heaven Give Me Words" (1990) UK #36
- "Only One Word" (1990) UK #71
- "How Much Love" (1990)
- "Your Wildlife" (1990)
- "p:Machinery (anniversary reissue)" (Julho de 1995)
- "Valley of the Machine Gods" (2006)